# Supervisor do Alto Egito
Supervisor do Alto Egito foi um importante título egípcio antigo durante o Reinos Antigo (2686–2160 a.C.) e Médio (2055–1650 a.C.). Aparece pela primeira vez no início ou meio da V dinastia (2494–2345 a.C.) O primeiro titular é o vizir Cai, que quiçá viveu nos reinados de Neferircaré (2475–2455 a.C.) e Raturés (2445–2421 a.C.). O ofício é bem atestado nos anos seguintes. A maioria dos titulares tinham outros altos títulos e muitos eram vizires. Na V dinastia, as províncias egípcias tornaram-se mais importantes. O governo central instalou um escritório encarregado das províncias. Os primeiros titulares eram todos funcionários da residência real. Em épocas posteriores, as autoridades locais também tinham o título.